# Пули, Эмма
Эмма Джейн Пули (англ. Emma Jane Pooley, род. 3 октября 1982, Лондон) — английская спортсменка и бывшая ведущая программы Global Cycling Network. Бывшая профессиональная велосипедистка, специализировавшаяся в гонках с раздельным стартом и гонках по холмистой местности, позже она перешла на бег на выносливость, дуатлон и триатлон, и в настоящее время является профессиональной триатлонисткой и дуатлонисткой, а также действующей четырёхкратной чемпионкой мира по дуатлону на длинные дистанции.
В 2008 году она завоевала серебряную олимпийскую медаль в гонке с раздельным стартом, а в 2010 году стала чемпионкой мира в гонке с раздельным стартом. Она выиграла шесть однодневных гонок женского мирового шоссейного кубка UCI, а также несколько многодневок, включая десятидневный Тур де л'Од феминин. Она трижды становилась чемпионкой Великобритании в гонке с раздельным стартом, а в 2010 году также выиграла чемпионат Великобритании по шоссейным гонкам.
Пули ушла из профессионального велоспорта после Игр Содружества 2014 года, чтобы сосредоточиться на триатлоне, дуатлоне и беге на длинные дистанции. В предыдущем году она выиграла Лозаннский марафон и триатлон Swissman. Она выиграла чемпионат мира ITU по дуатлону Пауэрмен в Цофингене в сентябре 2014 года и снова в 2015 году. 16 декабря 2015 года Пули объявила, что она временно возвращается в велоспорт, чтобы получить право представлять Великобританию на летних Олимпийских играх 2016 года в Рио, так как она считает, что необычно горная трасса для индивидуальной гонки отвечает её сильным сторонам.
В июне 2016 года Пули вновь подписала контракт со своей бывшей командой, Lotto-Soudal Ladies, к моменту проведения Джиро Роза 2016. После участия в олимпийской гонке с раздельным стартом и шоссейной гонке она вернулась в дуатлон, завоевав ещё два титула чемпиона мира на чемпионате мира ITU по дуатлону Пауэрмен в Цофингене в сентябре 2016 и 2017 годов, а также титул чемпиона Европы по дуатлону на средних дистанциях в 2017 году.
Пули была одним из основателей организации Le Tour Entier, которая выступала за проведение женского «Тур де Франс» и улучшение женского велоспорта в целом.

## Детство и юность
Пули родилась в Уондсворте (Лондон), выросла в Норидже, где училась в Нориджской средней школе для девочек и в шестом классе Нориджской школы. В 2001 году она начала учиться на математика в Тринити Холл (Кембридж), затем перешла на инженерное дело и окончила университет с отличием в 2005 году.
Она начала заниматься велоспортом в университете после травмы, полученной во время бега по пересечённой местности. В Кембридже она выиграла университетские соревнования в беге по пересечённой местности, триатлоне и велоспорте.

## Велосипедная карьера

### С 2005 по 2008 годы
После неожиданного четвёртого места на национальном чемпионате по шоссейным гонкам в 2005 году она подписала контракт с британской национальной командой Team Fat Birds UK и выступала в составе британской команды, поддерживая Николь Кук в шоссейной гонке на чемпионате мира того года, но сошла с дистанции. Она выступала за ту же команду в 2006 году, когда они базировались в Бельгии, и были зарегистрированы как женская команда UCI международного уровня под названием Team FBUK.
На 2007 год она подписала контракт со швейцарской командой Team Specialized Designs for Women, с которой она выиграла свою первую гонку UCI, 3-й этап женского тура Тюрингии, после 120-километрового одиночного отрыва, что стало первой из многих побед, одержанных одиночными отрывами. Она представляла Великобританию на чемпионате мира по шоссейным велогонкам 2007 года, заняв 8-е место в гонке с раздельным стартом и 9-е место в шоссейной гонке. Тактика одиночного отрыва принесла Великобритании одно из призовых мест на летних Олимпийских играх 2008 года.
В 2008 году она выиграла этап Кубка мира UCI по шоссейным гонкам Трофей Альфредо Бинды — комунны Читтильо в Италии после очередного одиночного отрыва. 11 августа 2008 года она заняла 23-е место в олимпийской групповой гонке, где выступала в поддержку успешной заявки Николь Кук на золотую медаль, но наибольшего успеха добилась 13 августа в гонке с раздельным стартом, где завоевала серебряную медаль вслед за американкой Кристин Армстронг.

### 2009—2012

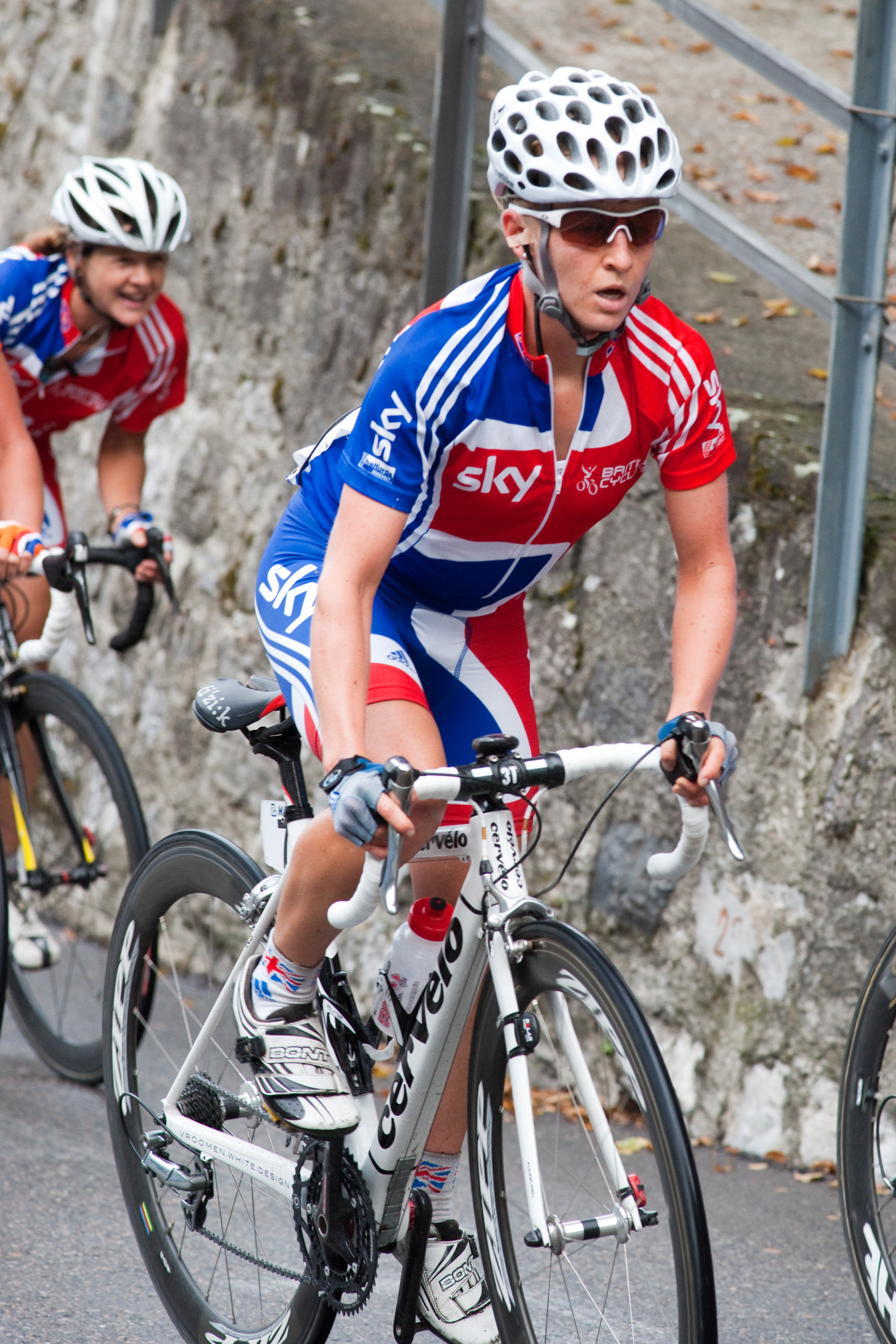
Пули (с Лоус Шэрон позади) во время чемпионата мира по шоссейным велогонкам 2009 года в Мендризио (Швейцария)

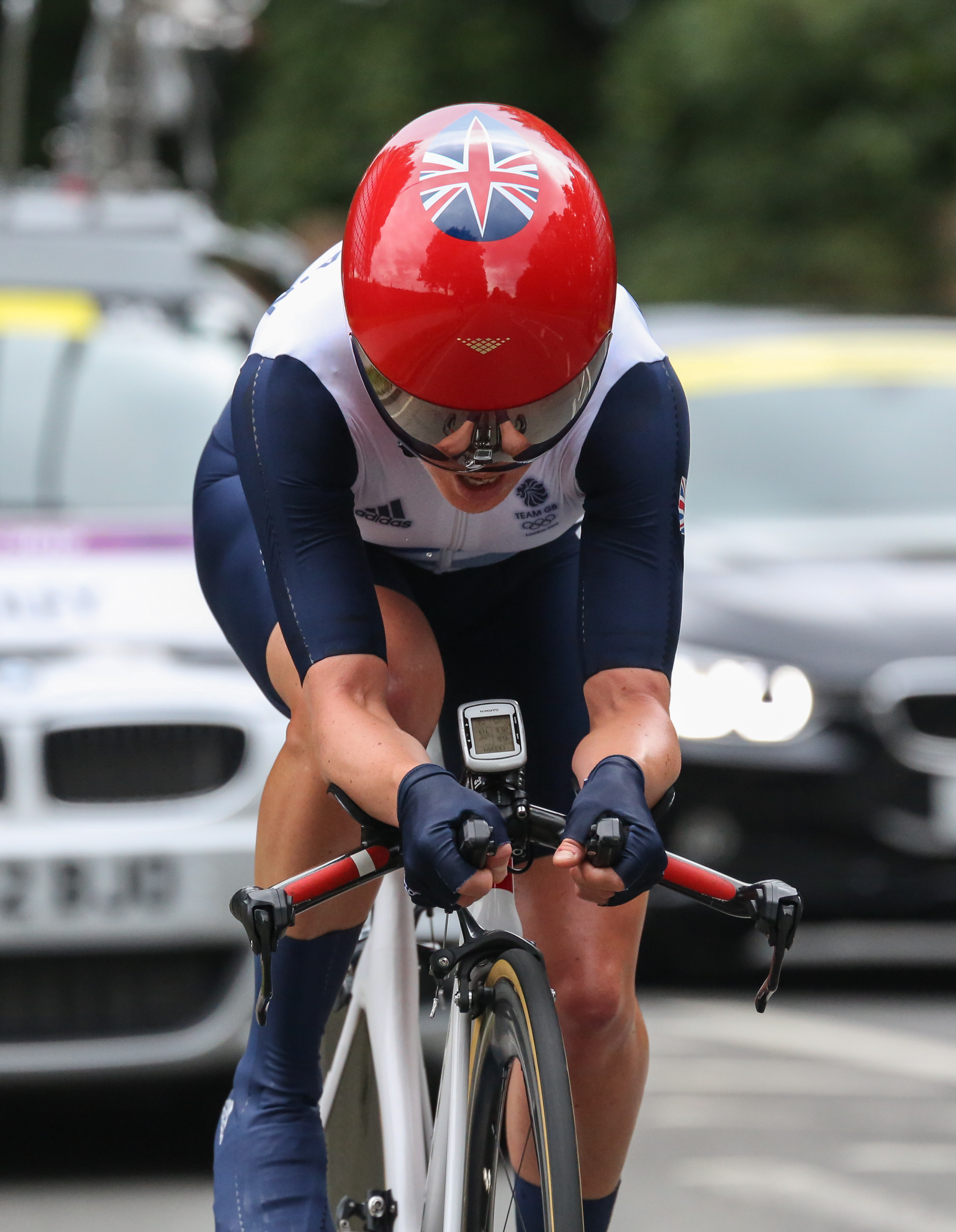
Пули в индивидуальной гонке на летних Олимпийских играх 2012 года в Лондоне

В 2009 году Пули перешла в тестовую команду Cervélo, где оставалась до её расформирования в конце 2011 года. В 2009 году она выиграла Чемпионат Великобритании по шоссейному велоспорту в индивидуальной гонке и одержала победы для команды в однодневных гонках Монреаль Ворлд Кап, Гран-при Плуэ — Бретань и Трофео Коста Этруска III, а также в финальном этапе Гранд Букль феминин, который когда-то называли «женским Тур де Франс». Из-за финансовых проблем Grande Boucle 2009 года был сокращён всего до четырёх этапов, что заставило Пули пошутить, что это был «скорее Petite Boucle, чем Grande». Она также была в майке лидера на трёх этапах Giro d’Italia Femminile, но закончила гонку на четвёртом месте в генеральной классификации после потери лидерства в гонке из-за плохого спуска, который она улучшила после сезона 2009 года с помощью своего тренера Тима Уильямса и психолога British Cycling, Стива Питерса.
В 2010 году Пули добилась нескольких самых больших успехов. В мае она выиграла свою первую крупную этапную гонку, заключительный этап Тур де л'Од феминин, самого продолжительного соревнования в женском календаре UCI. В июне она выиграла ещё одну этапную гонку высшего уровня, Giro del Trentino Alto Adige-Südtirol. Она также выиграла две однодневные гонки женского мирового шоссейного кубка UCI — Флеш Валонь Фемм и Гран-при Плуэ — Бретань, и получила радужную майку за победу в гонке с раздельным стартом на чемпионате мира по шоссейным гонкам. Второй год подряд она стала чемпионкой Великобритании в гонке с раздельным стартом, а также взяла свою единственную майку чемпиона страны в шоссейных гонках. В 2010 году она заняла 5-е место в мировом рейтинге UCI Women’s Road World Rankings, что стало самым высоким показателем за всю её велосипедную карьеру, и получила один из трофеев «Спортсмен года» Британской олимпийской ассоциации, признающий её выступление в том году лучшим среди британских велосипедистов любого пола в любой олимпийской дисциплине велоспорта.
В марте 2011 года Пули во второй раз выиграла однодневную гонку Кубка мира Трофей Альфредо Бинды — комунны Читтильо, снова после продолжительного одиночного отрыва. 12 апреля она сломала ключицу на тренировке, поэтому не смогла защитить свой титул победительницы гонки Флеш Валонь Фемм и не участвовала в гонках до 20 мая в женской гонке с раздельным стартом на Туре Калифорнии, в которой она заняла пятое место. Однако позже в том же году она выиграла холмистую этапную гонку Tour de l’Ardèche во Франции и финишировала второй после Марианны Вос на Giro d’Italia Femminile — оба достижения она повторила в 2012 году.
После прекращения деятельности женской команды Garmin Cervélo в конце 2011 года, Пули стала выступать за голландскую команду AA Drink–leontien.nl, которая, в свою очередь, прекратила свою деятельность в конце сезона 2012 года. На летних Олимпийских играх 2012 года она участвовала в женской шоссейной гонке, помогла подруге по команде, Лиззи Армитстед, завоевать серебряную медаль, а также заняла шестое место в женской гонке с раздельным стартом.

### 2013—2014
Пули временно ушла из профессионального велоспорта, подписав контракт с давно существующей, но не зарегистрированной в UCI швейцарской командой Bigla Cycling Team на сезон 2013 года, чтобы сосредоточиться на завершении своей докторской диссертации по геотехнической инженерии. В сильно сокращённом сезоне она пропустила чемпионат мира по шоссейным велогонкам 2013 года. Пули удалось выиграть четыре гонки UCI, включая шестиэтапную Tour Languedoc Rousillon в мае.
На 2014 год Пули подписала контракт с командой Lotto Belisol. Она завоевала свою третью национальную майку чемпионки в гонке с раздельным стартом и выиграла три этапа и горную классификацию на Giro d’Italia Femminile.
Во время Игр Содружества 2014 года Пули объявила о своем уходе из велоспорта после участия в шоссейной гонке, чтобы сосредоточиться на соревнованиях по триатлону на длинные дистанции и горному бегу. После объявления об уходе Пули завоевала серебряные медали в женской шоссейной гонке с раздельным стартом и шоссейной гонке, а также сыграла ключевую роль в том, что помогла подруге по сборной Англии, Лиззи Армитстед, завоевать золотую медаль в шоссейной гонке.

### 2015—2016
Пули вернулась в соревновательный велоспорт в октябре 2015 года, когда она участвовала в гонке с раздельным стартом Хроно Наций, где заняла шестое место. В декабре 2015 года она объявила, что будет выступать за команду Великобритании на летних Олимпийских играх 2016 года в Рио-де-Жанейро. Это произошло после того, как к ней обратился технический директор British Cycling, Шейн Саттон, который изучил олимпийские трассы шоссейных гонок и решил, что у Пули есть хорошие шансы завоевать медаль в гонке с раздельным стартом, и помочь Лиззи Армитстед выиграть шоссейную гонку. Она также подтвердила, что в 2016 году продолжит участвовать в соревнованиях по триатлону и дуатлону. В апреле 2016 года Пули впервые за два года приняла участие в шоссейной гонке с массовым стартом в составе сборной Великобритании на женской гонке Women's Tour de Yorkshire, где она помогла подруге по команде, Элис Барнс, занять четвёртое место. В июне 2016 года Lotto–Soudal Ladies объявила, что Пули вернулась в команду на оставшуюся часть сезона 2016 года, и что она войдет в состав команды на Джиро д’Италия с ролью доместика для Клаудии Лихтенберг. На Олимпийских играх Пули ехала в сопровождении Армитстед в шоссейной гонке, а в индивидуальной гонке с раздельным стартом финишировала 14-й, чуть более двух минут уступив победительнице, Кристен Армстронг.

### 2018
28 июля 2018 года Эмма выиграла чемпионат мира по велоспорту Brompton, который проходил в рамках мероприятия Ride London. Мероприятие проходит в форме старта в стиле Ле-Мана, когда более 500 повседневно одетых участников должны распаковать свои велосипеды и проехать восемь кругов вокруг парка Сент-Джеймс.

### 2020
8 июля 2020 года Пули установила новый женский рекорд в эверестинге, поднявшись на перевал Хаггенэгг (6,8 км со средним уклоном 13 %), недалеко от Швица в Швейцарии, десять раз за 8 часов 53 минуты 36 секунд. Протяжённость её подъёмов и спусков составила 129,8 км. Пули побила предыдущий женский рекорд эверестинга — 9:08:31, установленный Ханной Родс на перевале Киркстоун в Англии 8 июня 2020 года. 14 августа 2021 года рекорд Пули побила Илли Гарнднер.

## Карьера в беге и триатлоне

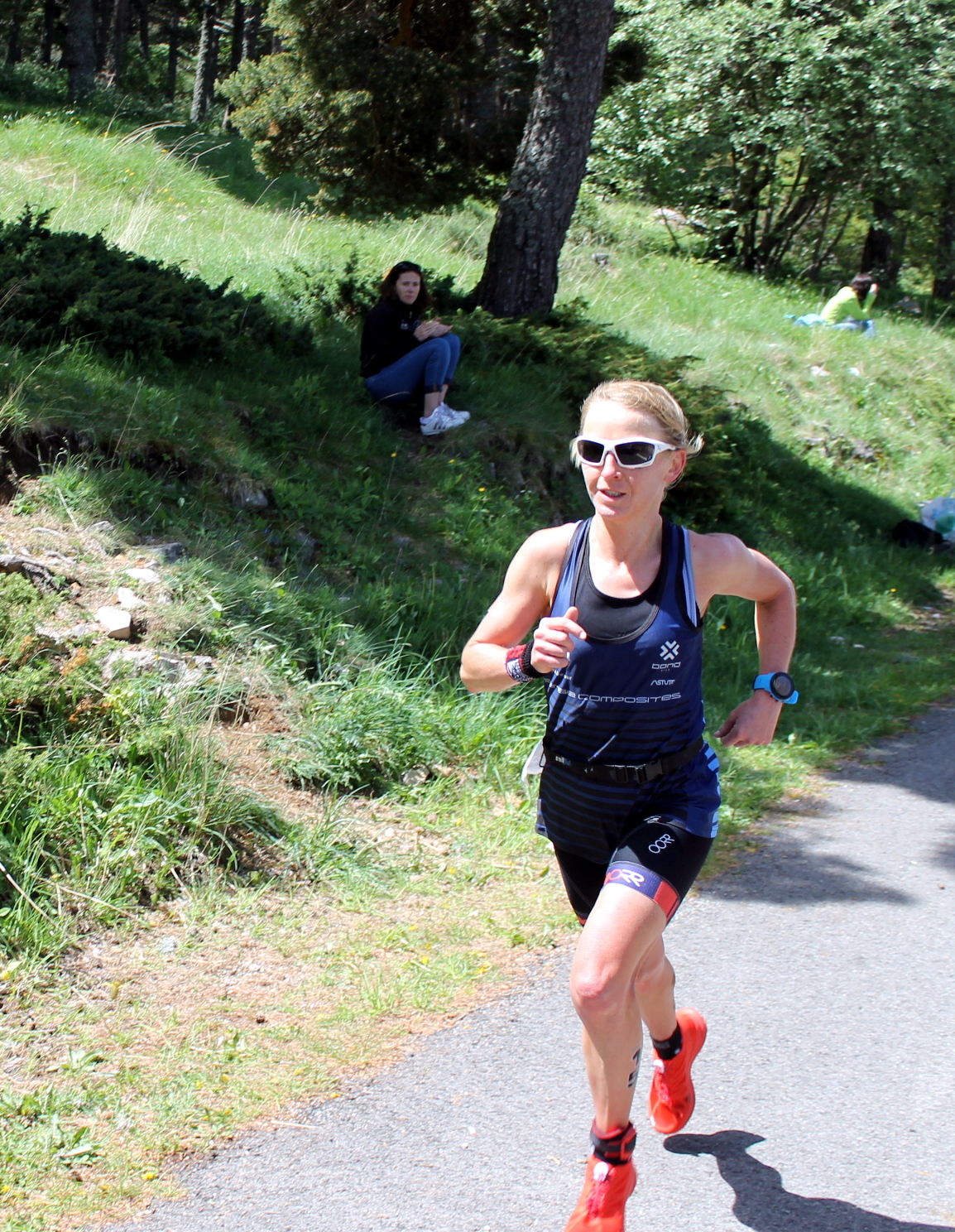
Пули на пути к победе в триатлоне Ventouxman в 2017 году

Пули выиграла Лозаннский марафон в октябре 2013 года со временем 2:44:29, что позволило ей войти в двадцатку самых быстрых женщин Британии в 2013 году. Она также добилась успеха в триатлоне, заняв первое место среди женщин на первом триатлоне Swissman и пятое место на соревнованиях Ironman в Цюрихе. После ухода из велоспорта она выиграла чемпионат мира по дуатлону Powerman 2014 в Цофингене (Швейцария) с первой попытки, установив новый рекорд трассы и опередив на полчаса финишировавшего вторым финишера.
В феврале 2015 года Пули выиграла триатлон Challenge Philippines с отрывом более чем в десять минут от следующего участника. В следующем месяце она заняла девятое место на чемпионате Ironman Asia-Pacific в Мельбурне. Затем летом Пули выиграла гонки на длинные дистанции на триатлоне Alpe d'Huez и триатлоне Embrunman, а в сентябре успешно защитила свой титул чемпиона мира по дуатлону.
В марте 2016 года Пули одержала комфортную победу на чемпионате Powerman Asia Duathlon Championships в Малайзии, где она финишировала с 16-минутным отрывом от второго призёра. После выступления на Олимпийских играх 2016 года, в сентябре она завоевала свой третий подряд титул чемпионки мира по дуатлону на длинных дистанциях с отрывом в одиннадцать минут.
В мае 2017 года Пули выиграла чемпионат Европы по дуатлону на средних дистанциях в Санкт-Венделе, опередив финишировавшего вторым финишера почти на девять минут. После этого она выиграла свой четвёртый подряд чемпионат мира по дуатлону на длинных дистанциях в сентябре, опередив финишировавшего вторым финишера на 27 минут.

## Работа в СМИ
2 января 2015 года Пули была членом команды-победительницы Рождественского университетского турнира, представлявшей Тринити Холл (Кембридж), и победившей Баллиол-колледж (Оксфорд), Эдинбургский университет и Университет Халла. Её товарищами по команде были: Том Джеймс, гребец международного класса, писатель Адам Марс-Джонс и актёр Дэн Старки.
С февраля 2018 года по март 2019 года Пули работала в Global Cycling Network в качестве ведущей.

## Личная жизнь
С 2006 года Пули живёт в окрестностях Цюриха в Швейцарии. В декабре 2013 года она защитила докторскую диссертацию по геотехнике в ETH Zurich под руководством Сары Спрингман, бывшей британской триатлонистки, которая является вице-президентом Международного союза триатлона. Она получила почётную степень доктора гражданского права в Университете Восточной Англии в июле 2012 года и почётную степень доктора философии в Университете Стратклайда в июле 2015 года.

## Достижения
2005
4-е место в Чемпионате Великобритании по шоссейному велоспорту в групповой гонке
2006
3-е место в Rund Um die Rigi
2007
1-е место в 3 этапе Thüringen Ladies Tour
1-е место в Rund um Schönaich
3-е место в общем зачёте в Grande Boucle Féminine Internationale
6-е место в Чемпионате Великобритании по шоссейному велоспорту в групповой гонке
Чемпионат мира по шоссейным велогонкам 2007
8-е место в гонке с раздельным стартом
9-е место в шоссейной гонке
2008
1-е место в Perth Criterium Series
1-е место в Трофее Альфредо Бинды — комунны Читтильо
1-е место в общем зачёте  в Туре Бретани
1-е место в этапах 3 и 4 (индивидуальная гонка с раздельным стартом)
2-е место в общем зачёте Tour Cycliste Féminin International Ardèche
1-е место в четвёртом этапе
2-е место  Олимпийские игры — индивидуальная гонка с раздельным стартом
2-е место в Чемпионате Великобритании по шоссейному велоспорту в групповой гонке
8-е место в Чемпионате мира по шоссейным велогонкам
2009
1-е место  в общем зачёте в Grande Boucle Féminine Internationale
1-е место в 1 и 3 этапе
Национальный чемпионат по шоссейным гонкам
1-е место в  Чемпионате Великобритании по шоссейному велоспорту в индивидуальной гонке
3-е место в Чемпионате Великобритании по шоссейному велоспорту в групповой гонке
1-е место в Гран-при Плуэ — Бретань
1-е место в Трофео Коста Этруска III
1-е место в Монреаль Ворлд Кап
4-е место в общем зачёте в Giro d'Italia Femminile
2010
1-е место в  Чемпионате мира по шоссейным гонкам, гонка с раздельным стартом (женщины)
1-е место в общем зачёте в  Гран-при Эльзи Якобс
1-е место в общем зачёте в  Тур де л'Од феминин
1-е место в общем зачёте в  Giro del Trentino Alto Adige-Südtirol
1-е место в 1 этапе
Национальный чемпионат по шоссейным гонкам
1-е место в  Чемпионате Великобритании по шоссейному велоспорту в групповой гонке
1-е место в  Чемпионате Великобритании по шоссейному велоспорту в индивидуальной гонке
1-е место в Флеш Валонь Фемм
1-е место в Гран-при Плуэ — Бретань
1-е место в Гран-при Швейцарии ITT
1-е место в горной классификации
1-е место в 7 этапе
1-е место в горной классификации  Giro d'Italia Femminile
2011
1-е место в общем зачёте в  Tour de l'Ardèche
1-е место в 3 этапе
1-е место в Трофее Альфредо Бинды — комунны Читтильо
1-е место в горной классификации  Thüringen Rundfahrt der Frauen
1-е место в 4 этапе
1-е место в 3 этапе Emakumeen Bira
2-е место в общем зачёте Giro d'Italia Femminile
1-е место в 8 этапе
3-е место в Чемпионате мира по шоссейным гонкам 2011, гонка с раздельным стартом
2012
1-е место в общем зачёте в  Tour de l'Ardèche
1-е место в 3 и 6 этапах
1-е место в Durango-Durango Emakumeen Saria
1-е место во 2 этапе Emakumeen Bira
2-е место в общем зачёте Giro d'Italia Femminile
1-е место в  горной классификации
2-е место в Швейцарском городском марафоне
3-е место в общем зачёте Тура Альп Alto Adige — Südtirol
Чемпионат мира по шоссейным велогонкам
3-место в Чемпионат мира по шоссейным гонкам 2012, командная гонка с раздельным стартом
4-е место в Чемпионате мира по шоссейным велогонкам 2012, индивидуальная гонка
6-е место в индивидуальной гонке с раздельным стартом, Летние Олимпийские игры 2012
2013
1-е место в общем зачёте  в Tour Languedoc Roussillon
1-е место в 3 этапе
1-е место в триатлоне Swissman
1-место в Zürcher Oberlander Berglaufcup
1-е место в Türlerseelauf
1-е место в Лозаннском марафоне
2-е место в общем зачёте в Tour de Feminin-O cenu Českého Švýcarska
1-е место в 3 и 5 этапах
3-е место в общем зачёте в Gracia-Orlová
5-е место в Ironman Switzerland
6-е место в Jungfrau Marathon
2014
1-е место в  Чемпионате Великобритании по шоссейному велоспорту в индивидуальной гонке
1-е место в  горной классификации Giro d'Italia Femminile
1-е место в 6, 8 и 9 этапах
1-е место в Чемпионате мира по дуатлону Powerman
Игры Содружества 2014
2-е место в  гонке с раздельным стартом
2-е место в  шоссейной гонке
2-е место в Rapperswil 70.3
3-е место в Challenge Philippines
7-е место в La Flèche Wallonne
2015
1-е место в Чемпионате мира по дуатлону Powerman
1-е место в гонке на длинную дистанцию в триатлоне Alpe d'Huez
1-е место в триатлоне Embrunman
1-е место в Challenge Philippines
3-е место в Ironman France
5-е место в Ironman Wales
6-е место в Хроно Наций
9-е место в Азиатско-Тихоокеанском чемпионате Ironman
2016
1-е место в Чемпионате Азии по дуатлону Powerman
1-е место в Чемпионате мира по дуатлону Powerman
1-е место в Taiwan KOM Challenge
4-е место в Национальном чемпионате по шоссейным гонкам — гонка с раздельным стартом
2017
1-е место в Чемпионате Европы по дуатлону на средние дистанции Powerman
1-е место в Taiwan KOM Challenge
1-е место в Чемпионате мира по дуатлону Powerman
1-е место в Полумарафоне Инферно
2-е место в триатлоне Альп-д’Юэз — гонка на длинную дистанцию
2018
5-е место в Кэдел Эванс Грейт Оушен Роуд
2019
1-е место в Stanserhorn Berglauf
1-е место в Rigi Berglauf
1-е место в Дальней Пиренейской ультравелосипедной гонке
2020
3-е место в Sierre Zinal
2021
1-е место в Чемпионате Швейцарии по трейловому бегу
1-е место в UTMR 100km Trail

### Статистика выступления наГранд-турах
| Гонка / Год          | 2007 | 2008 | 2009 | 2010           | 2011           | 2012           | 2013           | 2014           | 2015           | 2016           |
| -------------------- | ---- | ---- | ---- | -------------- | -------------- | -------------- | -------------- | -------------- | -------------- | -------------- |
| Гранд Букль феминин  | 3    | —    | 1    | не проводилась | не проводилась | не проводилась | не проводилась | не проводилась | не проводилась | не проводилась |
| Тур де л'Од феминин  | —    | DNF  | 33   | 1              | не проводилась | не проводилась | не проводилась | не проводилась | не проводилась | не проводилась |
| Джиро д’Италия Донне | —    | —    | 4    | 5              | 2              | 2              | —              | 9              | —              | DNF            |

### Рейтинги
| Год                 | 2008 | 2009 | 2010 | 2011 | 2012 | 2013 | 2014 | 2015  | 2016  | 2017  |
| ------------------- | ---- | ---- | ---- | ---- | ---- | ---- | ---- | ----- | ----- | ----- |
| Мировой рейтинг UCI | -    | 9-й  | 5-й  | 7-й  | 12-й | 39-й | 63-й | 194-й | 416-й | 325-й |
| Мировой кубок UCI   | 5-й  | 5-й  | 8-й  | 6-й  | -    | -    | -    | -     |       |       |
|                     |      |      |      |      |      |      |      |       |       |       |
| Источник: UCI       |      |      |      |      |      |      |      |       |       |       |